# Karavanke
Karavanke, planinski masiv između Slovenije i Austrije. Dugačak 120 km, najduži europski masiv. Zajedno s Kamniško-Savinjskim Alpama čine prirodnu granicu između Koruške i Gorenjske. Pripadaju Južnim vapnenačkim Alpama i Istočnim Alpama.

## Važniji vrhovi
- Stol (2236 m)
- Kepa (2143 m)
- Košuta (2133 m)
- Peca (2113 m)
- Golica (1835 m)
- Vrtača (2180 m)
- Košutica (1968 m)
- Dovška Baba (1892m)
- Begunjščica (2063m)
- Veliki vrh u Košuti (2088 m)
- Klek (1754m)

## Vanjske poveznice
- Karavanke - Hribi.net